# Рік Півня (срібна монета)
«Рік Пі́вня» — пам'ятна срібна монета номіналом 5 гривень, випущена Національним банком України, присвячена року Півня, одній із тварин східного календаря, який засновано на дванадцятирічному циклі Юпітера — найбільшої планети Сонячної системи.
Монету введено в обіг 9 грудня 2016 року. Вона належить до серії «Східний календар».

## Опис монети та характеристики
| Номінал грн. | Метал            | Маса, г       | Діаметр, мм | Якість виготовлення | Гурт     | Тираж, штук |
| ------------ | ---------------- | ------------- | ----------- | ------------------- | -------- | ----------- |
| 5            | срібло 925 проби | 15,55 / 16,81 | 33,0        | пруф                | рифлений | 20 000      |

### Аверс
На аверсі монети розміщено: угорі малий Державний Герб України, під яким напис «НАЦІОНАЛЬНИЙ БАНК/УКРАЇНИ»; у центрі в оточенні стилізованого рослинного орнаменту — номінал «5/ГРИВЕНЬ»; унизу рік — «2017», а також позначення металу, його проби — «Ag 925», маси в чистоті — «15,55» та логотип Банкнотно-монетного двору Національного банку України.

### Реверс
На реверсі монети в оточенні стилізованого рослинного орнаменту зображено в лубочному стилі півня, око якого оздоблено кубічним оксидом цирконію жовтого кольору. Над цією композицією і під нею розміщено абрисні фігурки всіх 12 символів східного календаря.

## Автори

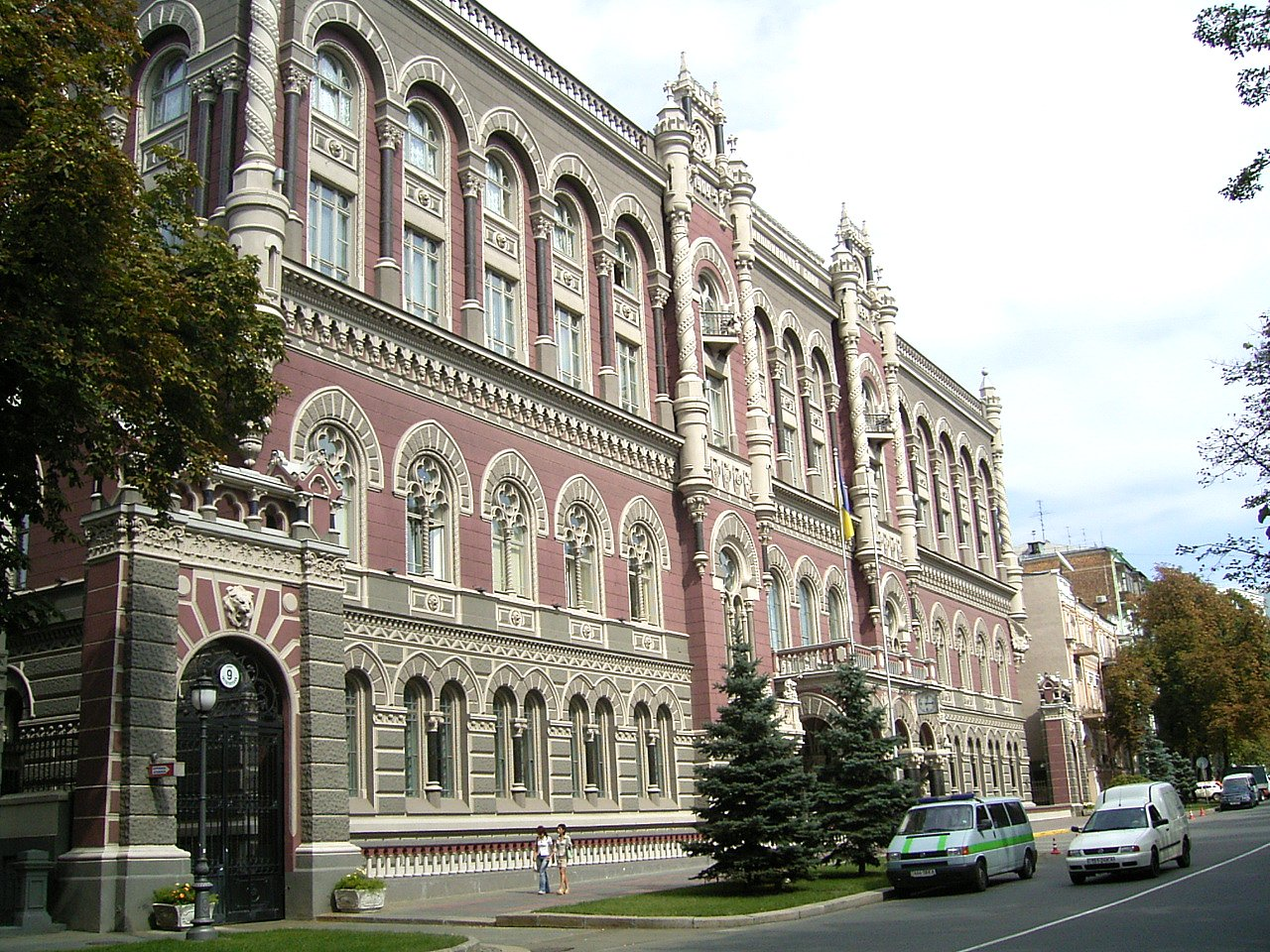
Будівля Національного банку України

- Художники: Таран Володимир, Харук Олександр, Харук Сергій.
- Скульптори: Іваненко Святослав, Дем'яненко Анатолій.

## Вартість монети
Під час введення монети в обіг у 2016 році, Національний банк України реалізовував монету через свої філії за ціною 502 гривні.
Фактична приблизна вартість монети з роками змінювалася так:
| Рік        | 2017 | 2018 | 2019 | 2020 | 2021 | 2022 | 2023  | 2024  | 2025  |
| ---------- | ---- | ---- | ---- | ---- | ---- | ---- | ----- | ----- | ----- |
| Ціна, грн. | 620  | 620  | 560  | 570  | 770  | 840  | 1 120 | 1 300 | 2 000 |